# Xiu Xiu (film)
Pour le groupe de rock, voir Xiu Xiu.
Pour plus de détails, voir Fiche technique et Distribution.
Xiu Xiu (天浴, Tiān yù) est un film hongkongais réalisé par Joan Chen, sorti en 1998.

## Synopsis
En 1975, pendant la Révolution culturelle, une adolescente est envoyée dans le Sichuan pour travailler.

## Fiche technique
- Titre : Xiu Xiu
- Titre original : 天浴 (Tiān yù)
- Réalisation : Joan Chen
- Scénario : Joan Chen et Geling Yan d'après son roman
- Musique : Johnny Chen
- Photographie : Yue Lü
- Montage : Lauren Himmelvo et Ruby Yang
- Production : Chan Wai-chung
- Société de production : Good Machine et Whispering Steppes
- Pays :  Hong Kong,  États-Unis et  Taïwan
- Genre : Drame
- Durée : 99 minutes
- Dates de sortie : 
  -  Allemagne : 19 février 1998 (Berlinale)
  -  France : 9 juin 1999
  -  Hong Kong : 16 novembre 2000

## Distribution
- Li Xiaolu (en) (créditée sous le nom de Lu Lu) : Wenxiu (Xiu Xiu)
- Lopsang (zh) : Lao Jin
- Zheng Qian : Li Chuanbei
- Gao Jie : la mère
- Li Qianqian : la sœur
- Lu Yue : le père
- Qian Qiao : Chen Li

## Distinctions
Le film a été présenté en sélection officielle en compétition lors de Berlinale 1998.